# Entrée en vigueur de la loi française
L'entrée en vigueur est la date à laquelle un texte normatif acquiert sa validité.
Elle fait partie de l'étape de la publication de la loi.
La publication est l'un des critères qui fait qu'une règle a valeur normative. En effet, la loi n'est obligatoire que dans la mesure où elle est présumée, de façon irréfragable, être connue de toutes les personnes qu'elle intéresse.
C'est pour cela qu'on dit que la loi est portée à la connaissance de tous.
L'entrée en vigueur de la loi intervient après cette publication puisque c'est l'un de ses effets.

## Principe
Dans sa rédaction de 1804, l'article 1er du Code civil était difficilement compréhensible. Il est resté en vigueur pendant deux siècles. Puis, en 2004, le texte a été modifié. Il est devenu beaucoup plus clair et compréhensible.
"Les lois et, lorsqu'ils sont publiés au Journal officiel de la République française, les actes administratifs entrent en vigueur à la date qu'ils fixent ou, à défaut, le lendemain de leur publication. Toutefois, l'entrée en vigueur de celles de leurs dispositions dont l'exécution nécessite des mesures d'application est reportée à la date d'entrée en vigueur de ces mesures.
En cas d'urgence, entrent en vigueur dès leur publication les lois dont le décret de promulgation le prescrit et les actes administratifs pour lesquels le gouvernement l'ordonne par une disposition spéciale.
Les dispositions du présent article ne sont pas applicables aux actes individuels".
Avant l'ordonnance de 2004, il n'y avait qu'un seul procédé officiel de publication : le JORF version papier. À la suite de  l'ordonnance, deux procédés sont possibles : le journal officiel version papier et celui version électronique.
Dans notre société actuelle, on considère que le citoyen connecté n'a pas besoin d'un délai particulier pour avoir connaissance de nouvelles lois. Le respect de la règle du "jour franc" n'a plus lieu d'être et les lois nouvelles entrent en vigueur sur l'ensemble du territoire de la République française le lendemain de leur publication. Cependant, cette disposition a aujourd'hui un caractère subsidiaire et constitue une exception au principe selon lequel la loi entre en vigueur à la date qu'elle fixe ou à la date du décret d'application de la loi lorsque celui-ci est connu. De plus, une disposition légale se suffisant à elle-même est applicable immédiatement, sans attendre la publication d'un décret, à la date d'entrée en vigueur de la loi. Ce n'est toutefois pas le cas si, en l'absence de décret, les dispositions de la loi ne peuvent recevoir application.
La nouvelle rédaction de l'article 1er du Code civil a tenu compte du fait que le législateur estime qu'étant maître de la loi, il est maître de la date de son entrée en vigueur.

## Exceptions
Avant l'ordonnance du 20 février 2004, la procédure d'urgence était prévue par une ordonnance royale du 18 janvier 1817.
Maintenant, en cas d'urgence, l'article 1er du Code civil prévoit une entrée en vigueur accélérée. La loi devient alors obligatoire immédiatement par le biais de l'acte de promulgation.

## Effets
Une fois publiée, la loi entre en vigueur. Elle est présumée connue du public de façon irréfragable. C'est l'adage "nul n'est censé ignorer la loi".
Cette règle ne signifie pas la connaissance et la compréhension de la loi par toute personne, ce qui est d'ailleurs devenu impossible à cause de l'inflation législative. D'ailleurs, le droit est devenu à ce point inaccessible que le législateur s'est senti obligé d'intervenir. En effet, un Conseil départemental d'accès au droit chargé de définir une politique locale a été créé.
L'adage nul n'est censé ignorer la loi signifie en réalité que personne ne peut échapper à la loi, même si elle clame son ignorance de ladite loi. C'est ce qu'on appelle une fiction. Cela signifie qu'on présume de façon irréfragable que tout le monde, sans exception, connaît la loi qui est publiée, qui est entrée en vigueur. Cette fiction a été instituée dans un souci de bon ordre social et de sécurité juridique.
Si la loi n'est pas encore publiée, il semble normal de ne pas la connaître, l'adage ne s'appliquera donc pas dans ce cas. Une loi non publiée ne saurait obliger. Cela veut dire que la loi ne peut pas conférer de base légale aux décisions individuelles prises en application de ses dispositions. Néanmoins, la publication de certains textes au seul Journal officiel électronique est légale.